# Edgar Ray Killen

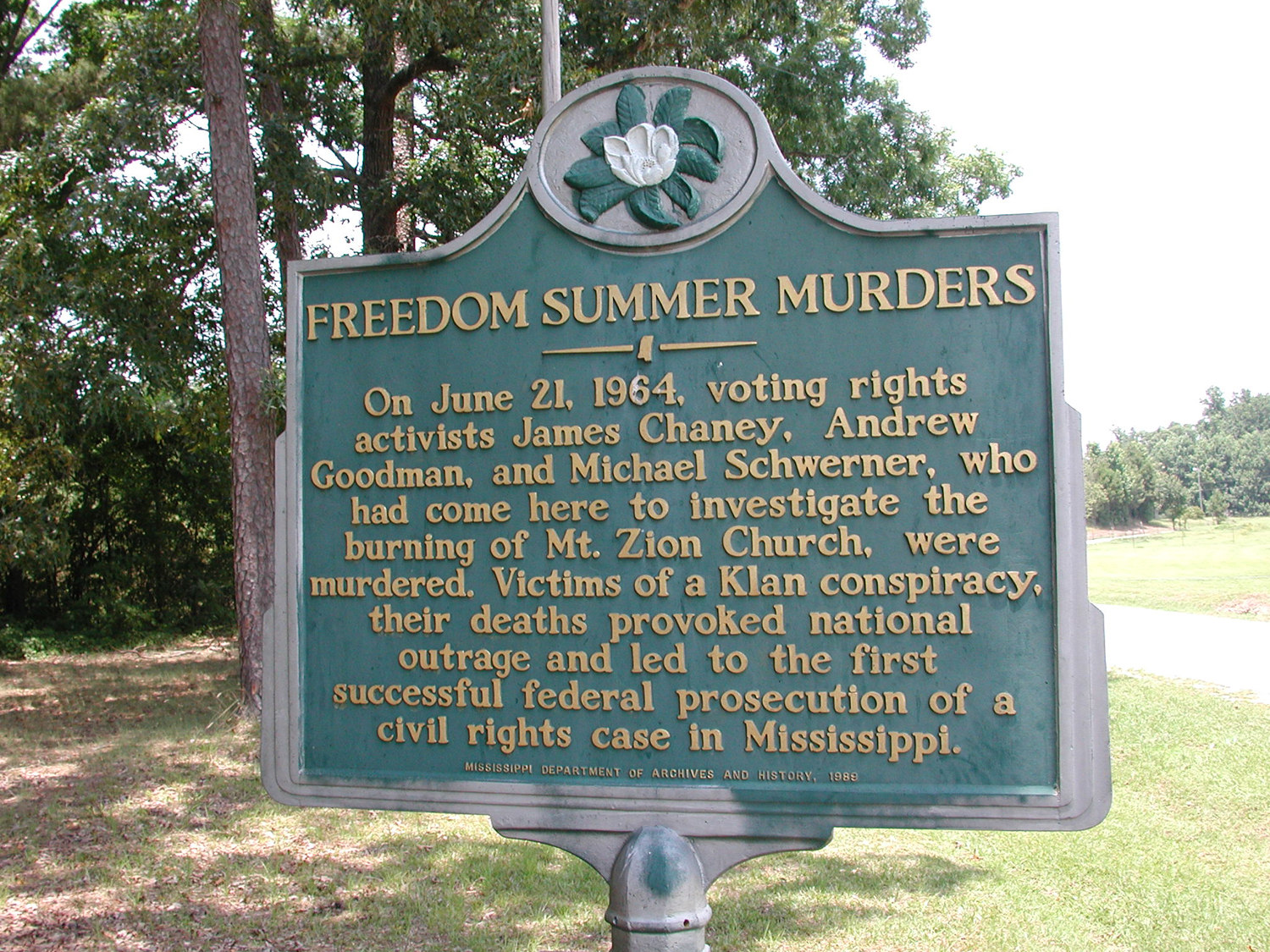
Gedenkteken aan de moorden

Edgar Ray "Preacher" Killen (17 januari 1925 – 11 januari 2018) was een lid van de Ku Klux Klan. Hij werkte als Amerikaans houtzagerij-arbeider en deeltijds baptist-predikant, die in 1964 de moord beraamde op verschillende activisten in de strijd voor burgerrechten voor zwarte mensen. Hij werd op 21 juni 2005 medeplichtig bevonden aan drievoudige doodslag, 41 jaar na de feiten. Hij ging in beroep in afwachting van een beslissing van het opperste gerechtshof van Mississippi. Hij werd daarom op 12 augustus 2005 in eerste instantie op borgtocht vrijgelaten nadat hij een borgsom van $ 600.000,– had betaald, maar op 9 september van dat jaar weer vastgezet, nadat gebleken was dat hij de rechtbank met gesimuleerde lichamelijke klachten om de tuin had geleid.

## Biografie
Killen was een zogenaamde kleagle, een ronselaar voor de Ku Klux Klan. Tijdens de zomer van 1964 werden twee joodse New Yorkers, Andrew Goodman, 20, en Michael Schwerner, 24, en een zwarte staatsburger van Mississippi, James Chaney, 21, vermoord in  Philadelphia (Mississippi).  Killen verzamelde samen met de toenmalige hulpsheriff van Neshoba County, Cecil Price, een groep mannen die de drie mensenrechtenactivisten oppakten en vermoordden. Deze moorden waren het onderwerp van de film Mississippi Burning uit 1988.
Ten tijde van de moorden deed de staat Mississippi weinig om de moordenaars op te sporen, maar het FBI voerde een grondig onderzoek, aangespoord door president Lyndon Johnson en minister van Justitie Robert F. Kennedy, beiden voorstanders van burgerrechten voor zwarten. Achttien mannen, waaronder Killen werden gearresteerd en beschuldigd van samenzwering tot schending van de burgerrechten. Het proces in 1967 had plaats voor een volledig blanke jury. Zeven van de beschuldigden werden veroordeeld en acht werden vrijgesproken. Voor drie anderen, waaronder Killen, kon de jury het niet eens worden, waardoor ze vrijgelaten werden. Geen enkele van de veroordeelden zat meer dan zes jaar vast.
In 2004 werd Killen opnieuw gearresteerd, nadat de zaak heropend was. Zijn zaak vertoont gelijkenissen met die van Byron De La Beckwith, beschuldigd van de moord op Medgar Evers in 1963 en gearresteerd in 1994.
Killens proces begon op 13 juni 2005, waarbij Killen zelf in een rolstoel zat. Hij werd medeplichtig bevonden op 21 juni 2005, exact 41 jaar na de feiten, door een jury van negen blanken en drie zwarten. Hij werd niet schuldig bevonden aan moord, maar wel aan het samenbrengen van de groep die de activisten ter dood bracht. Hij werd veroordeeld tot het maximum: 60 jaar gevangenisstraf, hetgeen voor een man van zijn leeftijd uitzonderlijk is.
Hij overleed in 2018 op 92-jarige leeftijd in Mississippi State Penitentiary.